# Campobasso
Campobasso (Campobassan Dialect: Kambuàš) là thành phố thủ phủ của vùng Molise, Ý. 

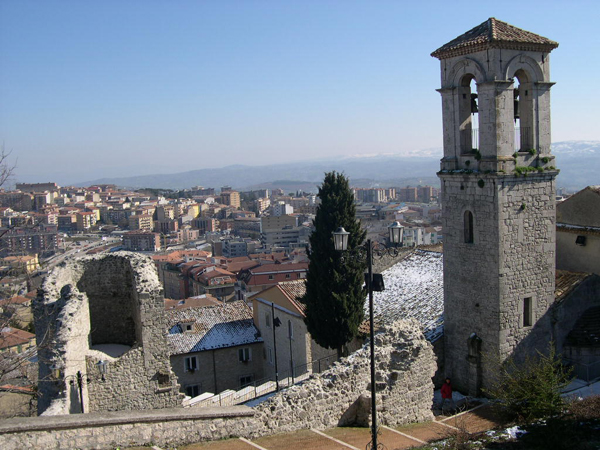
Bell tower of the S. Bartolomeo Church in the Medieval Historical center of Campobasso.

## Hình ảnh

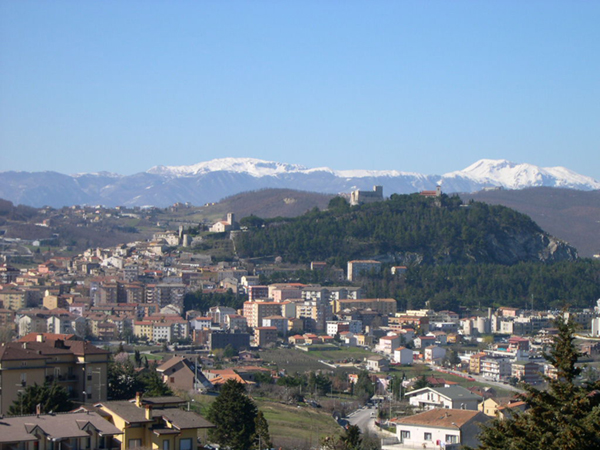
View of the city
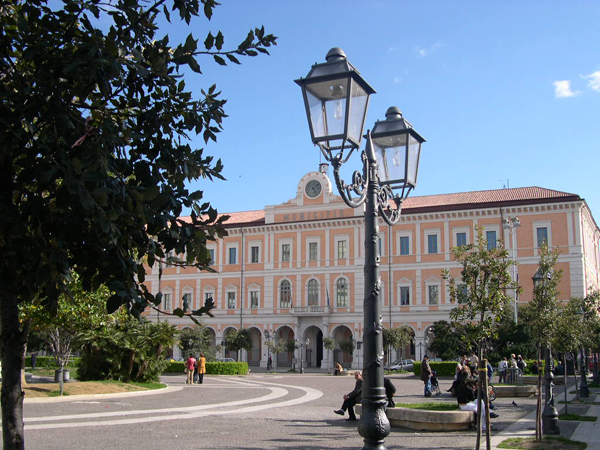
Palazzo Municipale
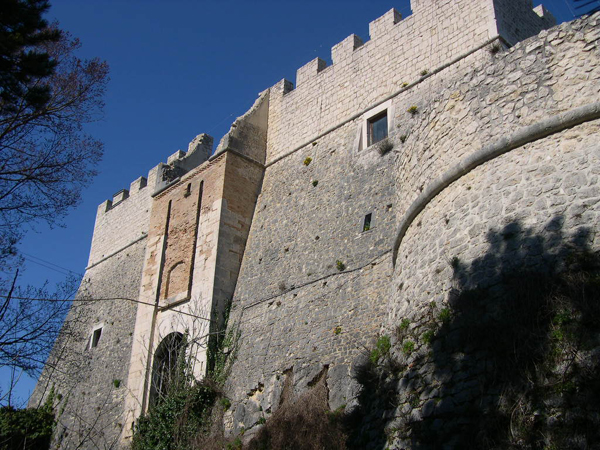
Castello Monforte
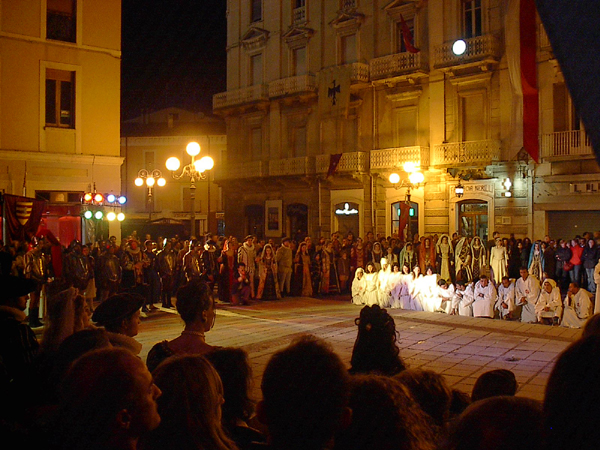
Historical re-enactment
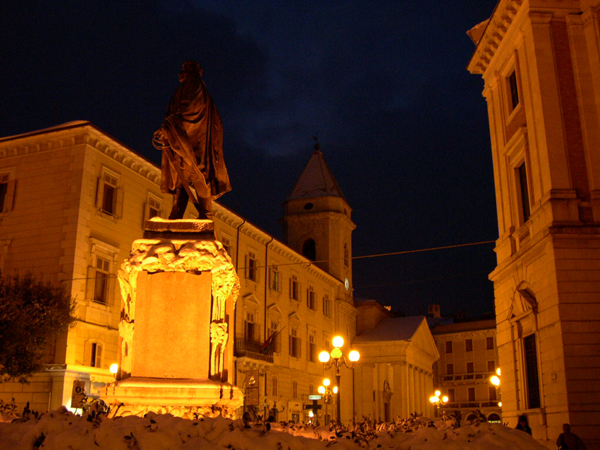
Piazza Prefettura
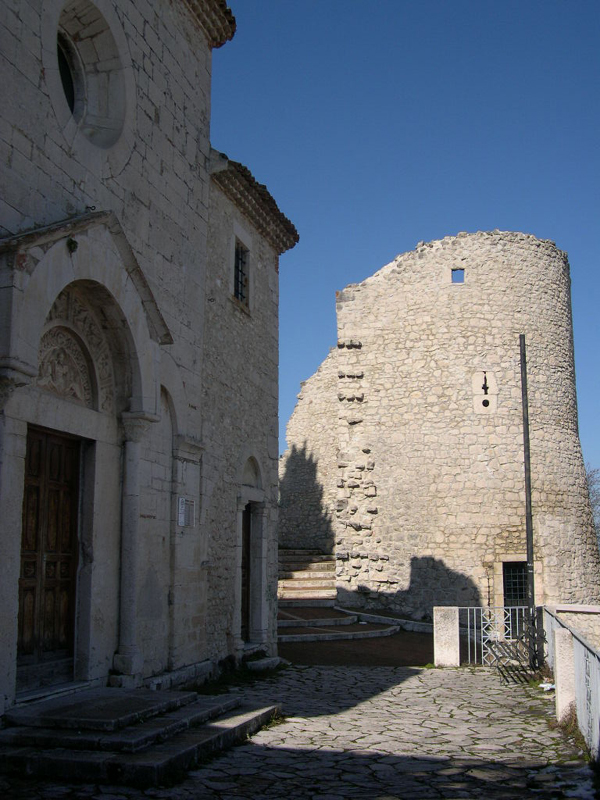
S. Bartolomeo Church in the medieval centre
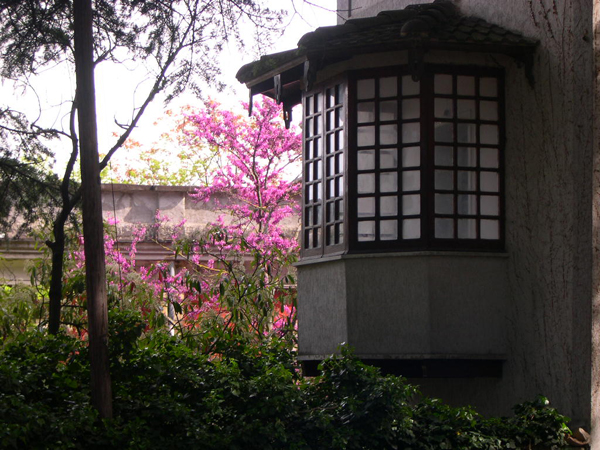
Gardens of Villa de Capoa
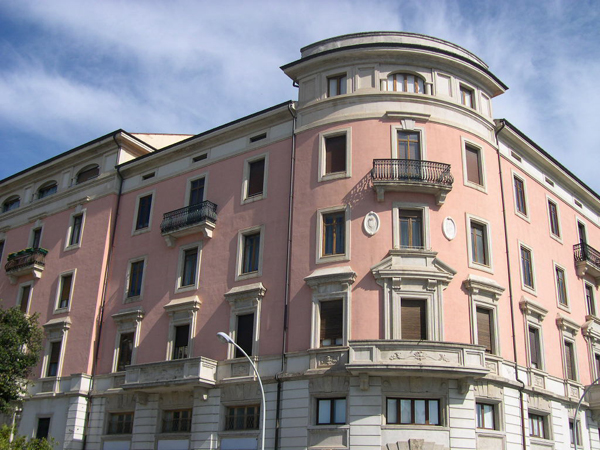
Palazzo del Centro Murattiano
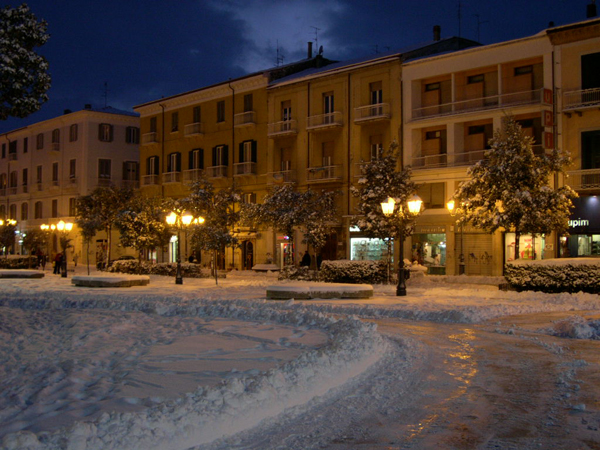
Center of City
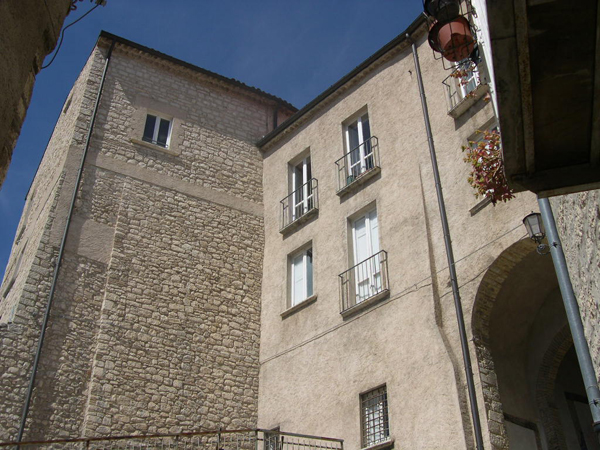
Medieval City
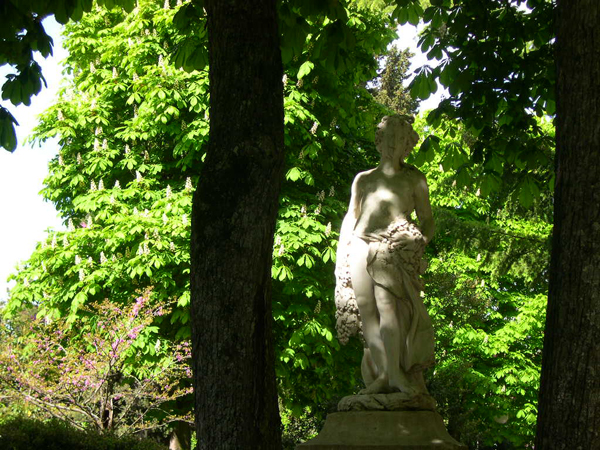
Statue in Villa de Capoa